# Manuel Borja-Villel
Manuel Borja-Villel (Burriana, Castellón, 1957) es un historiador del arte español. En 1980 se licenció por la Universidad de Valencia. Desde enero de 2008 hasta enero del 2023 ha sido director del Museo Reina Sofía (MNCARS).

## Biografía
Completó su formación con estudios en la Universidad Yale entre 1981 y 1982 como Special Student y con el Master of Philosophy del Departamento de Historia del Arte de la Universidad de la Ciudad de Nueva York en 1987. En 1989 obtuvo el Doctorado en Filosofía en el Departamento de Historia del Arte de la Graduate School de la Universidad de la Ciudad de Nueva York. Recibió una beca Fullbright entre 1981 y 1983 y la beca Kress Foundation Fellowship para Historia del Arte entre 1988 y 1989 para sus estudios en el extranjero.
Borja-Villel fue director del museo de la Fundación Antoni Tàpies de Barcelona desde su inauguración en 1990 hasta 1998, encargándose también de su dirección artística. Para esta institución organizó la exposición de la obra de Tàpies Selecciones de la Colección Permanente, y abrió la primera temporada artística con una retrospectiva de la artista Louise Bourgeois. Otras muestras realizadas han sido: Els límits del museu y La ciutat de la gent; Brassai. Del Surrealismo al Informalismo, 1993-95, o muestras dedicadas a los artistas Marcel Broodthaers, Lygia Clark, Hans Haacke y Krzysztof Wodiczko, entre otros. Ha escrito sobre Rodchenko, el expresionismo abstracto, Giacometti o el arte español contemporáneo. Además, en 1995 promovió la creación de una sala fuera de la Fundación para dar a conocer a jóvenes artistas alternativos.
Entre 1998 y 2007 fue director del Museo de Arte Contemporáneo de Barcelona (MACBA) aunque se mantuvo como miembro del patronato de la Fundación Tapies. Es en este museo donde presentó numerosas exposiciones dedicadas, entre otros, a artistas como William Kentridge, Perejaume, Gerhard Richter, El Lissitzky, Raymond Hains, Martha Rosler, Luis Gordillo, Michelangelo Pistoletto, Adrian Piper, Antoni Tapies, Vito Acconci, Robert Frank, Günter Brus, Gego, Óyvind Fahlstróm, Peter Fischli & David Weiss o David Goldblatt. Asimismo, destacan diversas exposiciones temáticas como Campos de fuerzas, sobre el arte cinético entre 1920 y 1970; Arte y Utopía, una muestra de arte moderno "alternativo" o Antagonismos, que repasa la evolución del arte social y activista desde los años 60.
Desde el año 2001 es miembro del Comité Internacional para Museos y Colecciones de Arte Moderno (CIMAM), del que ha sido secretario y tesorero entre 2004 y 2007 y presidente entre agosto de 2007 y 2010. Ese mismo año presidió el jurado de la 52.ª Exposición Internacional de Arte de La Bienal de Venecia. Es miembro del American Center Foundation Borrad (ACF), organización norteamericana sin ánimo de lucro dedicada a la promoción del arte contemporáneo, y del Comité Asesor de Documenta 12 en Kassel.
Borja-Villel fue director del Museo Reina Sofía (MNCARS) desde enero de 2008 hasta enero del 2023. Su primer gran proyecto, dentro del marco estricto de las obras custodiadas, fue la reorganización de la exposición permanente, inaugurada ya en mayo de 2009. Pero la tarea fundamental, durante siete años, fue la programación de exposiciones originales, poco conocidas y a veces arriesgadas, como las de Nancy Spero, James Coleman, Deimantas Narkevicius, una antológica del artista italiano Luciano Fabro, muerto en 2007, La modernidad interpelada, Georges Vantongerloo, Paul Thek, Aby Warburg (Atlas, con Didi-Huberman), Principio Potosí, Años 30, Movimiento de la fotografía obrera, y Un saber realmente útil, de 2014. Además de abordar a varios autores españoles, como Elena Asins, Ignasi Aballí, Daniel G. Andújar o Val del Omar. En 2013 destacó, desde el punto de vista cuantitativo, su exposición sobre Salvador Dalí.
En el año 2016, presentó una exposición antológica del artista belga Marcel Broodthaers. Aunque los últimos años había bajado el presupuesto, dada la crisis económica, el Ministerio aumentó el presupuesto para 2015 y 2016. En 2015, el museo volvió a pasar la cifra de 3.200.000 visitantes (más de un 20% con respecto a los datos del año 2014), que se equipara al año 2013, cuando se superaron los tres millones de visitantes con la ayuda de la exposición de Dalí. La muestra dedicada a la Colección del Museo de Arte de Basilea (Kuntsmuseum Basel) fue de las más vistas en 2015, ya que alrededor de 540.000 personas pasaron por sus salas. También obtuvieron éxito las muestras Aún no, Sistema operativo de Daniel G. Andújar, o las dedicadas a Carl Andre y Constant. Las exposiciones itinerantes organizadas por el Reina Sofía con fondos de su Colección en 2015 fueron: Picasso y la modernidad española (Sao Paulo y Río de Janeiro, Brasil); Miró último (1963-1981): la experiencia de mirar"(Denver y San Antonio, EE. UU); y Val del Omar. La mecamística del cine (Badajoz, Santiago de Compostela y Gijón). 
Ha colaborado con distintos museos, como el Centro Pompidou o con museos de Basilea. Ha mantenido relaciones privilegiadas con Hispanoamérica, y el Reina Sofía forma parte de la L'Internationale, que es una iniciativa de museos europeos y financiados por la Comunidad Europea (cinco millones de euros en cinco años). En ella se hallan instituciones como la Moderna Galerija (MG Ljubljana, Eslovenia), Museum van Hedendaagse Kunst Antwerpen (MHKA, Amberes, Bélgica), Van Abbemuseum (VAM, de Eindhoven, Países Bajos), SALT (Turquía) y el Museo de Arte Contemporáneo de Barcelona (MACBA, España).
Otro acuerdo con un organismo privado (La Caixa), permitió mostrar los fondos del Reina Sofía en diferentes museos españoles. En 2015 se vio la obra de Val del Omar en el CEGAC de Santiago de Compostela, la Laboral de Gijón y el Meiac de Badajoz.
El Museo ha presentado estos años mucho trabajo cinematográfico novedoso, pues "si alguna vez la industria cinematográfica fue símbolo del entretenimiento, en el siglo XXI la presencia del cine en la colección de un museo representa lo contrario: capacidad crítica", dijo.
Tras quince años como director del museo, abandonó su cargo en enero de 2023. Su salida estuvo envuelta en una densa polémica. Algunos medios conservadores iniciaron una campaña de desprestigio, mientras que centenares de agentes culturales apoyaron su gestión. Finalmente, el 17 de enero de 2023, anunció que renunciaba a optar por un cuarto mandato de cinco años.